# Российско-турецкие отношения
Российско-турецкие дипломатические отношения были установлены в 1701 году, когда в Константинополе открылось посольство России. Хотя двусторонние межгосударственные связи насчитывают более пяти веков — историки ведут отсчёт от послания князя Ивана III по вопросам морской торговли, направленному 30 августа 1492 года османскому султану Баязету II.
Экономическое сотрудничество стало отличительной чертой российско-турецких отношений в период после завершения холодной войны. В условиях конфликтов и взаимного недоверия, характерных для отношений двух стран во время холодной войны и в предшествующие ей годы, последующие расширение двусторонней торговли, рост инвестиций и укрепление гуманитарных связей в значительной степени способствовали развитию двусторонних отношений.
По данным на 2020 год, Турция является седьмым по величине торговым партнёром России. В 2020 году суммарный торговый оборот между Турцией и Россией составил 20 млрд долл.; по этому показателю Турция превосходит Белоруссию, Казахстан и Украину (СНГ).
Турция — второй по величине (после Германии) рынок сбыта для российского газа, и самое популярное среди российских туристов место отдыха.

## История

### До XX века
На протяжении нескольких веков Россия и Турция оставались геополитическими противниками, постоянно воюя за сферы влияния в Причерноморье, на Кавказе и на Балканах. В XVI―XX веках Россия и Турция воевали 12 раз, большая часть из этих войн закончилась победой России.

### Советский период
После революции в России и распада Османской империи по итогам Первой мировой войны, отношения Советской России с Турецкой республикой поначалу были почти дружескими — Москва оказала значительную помощь Турции в её войне за независимость. По советско-турецкому договору 1921 года была установлена нынешняя северо-восточная граница Турции.
11 марта 1927 года в Анкаре было заключено советско-турецкое «Соглашение о торговле и транзитных перевозках», которое уточнило, в частности, порядок пользования турецкой стороной советским портом Батуми. Заметной помощью Турции стал советский кредит в размере 8 млн долларов, предоставленный Турции в 1932 году, на который были построены текстильные фабрики в Кайсери (1935 год) и в Назилли (1937 год). Однако двусторонние отношения вскоре стали напряженными, так как турецкие власти опасались распространения коммунизма и даже запретили Компартию Турции.
В 1945 году СССР предъявил Турции территориальные претензии, потребовав вернуть территории Российской империи, отданные Турции в 1921 году. Однако западные союзники отвергли претензии СССР и поддержали Турцию, СССР впоследствии отказался от претензий. В 1952 году Турция вступила в НАТО.
Улучшение двусторонних отношений началось с конца 1950-х годов.
В 1958 году СССР предоставил Турции кредит в 3,4 млн рублей под 2,5 % годовых сроком на 3 года, на который в городе Чаирова была выстроена стекольная фабрика, превратившая Турцию из импортера стекла в его экспортера.
В 1960-е — 1970-е годы Турция получила целый ряд советских кредитов: в 1962 году 500 млн долларов под 1,5 % годовых, в 1967 году — 200 млн долларов на 15 лет под 2,5 % годовых, в 1972 году 288 млн долларов на модернизацию сталелитейной фабрики в Искендеруне, в 1977 году уже 1,3 млрд долларов на 10 лет. На эти деньги шла модернизация турецкой промышленности.
В 1987 году СССР начал поставки природного газа в Турцию. 1980-е годы стали временем быстрого роста советско-турецкой торговли. За 1980—1990 годы турецкий экспорт в СССР вырос со 168,96 млн долларов в год до 531,12 млн долларов в год, а советский экспорт в Турцию за этот же период увеличился еще заметнее — со 167,14 млн долларов в год до 1158,97 млн долларов в год. Конец 1980-х годов стал расцветом советско-турецкой торговли.
В 1987 году в Турции был создан Эксимбанк, который в 1989—1991 годах выделил СССР кредитную линию в 1150 млн долларов (из них Советский Союз освоил 553 млн долларов), что позволило нарастить турецкие поставки в СССР.
Наконец, в 1989 году турецкая авиакомпания начала регулярные рейсы в Москву.

### Современный этап

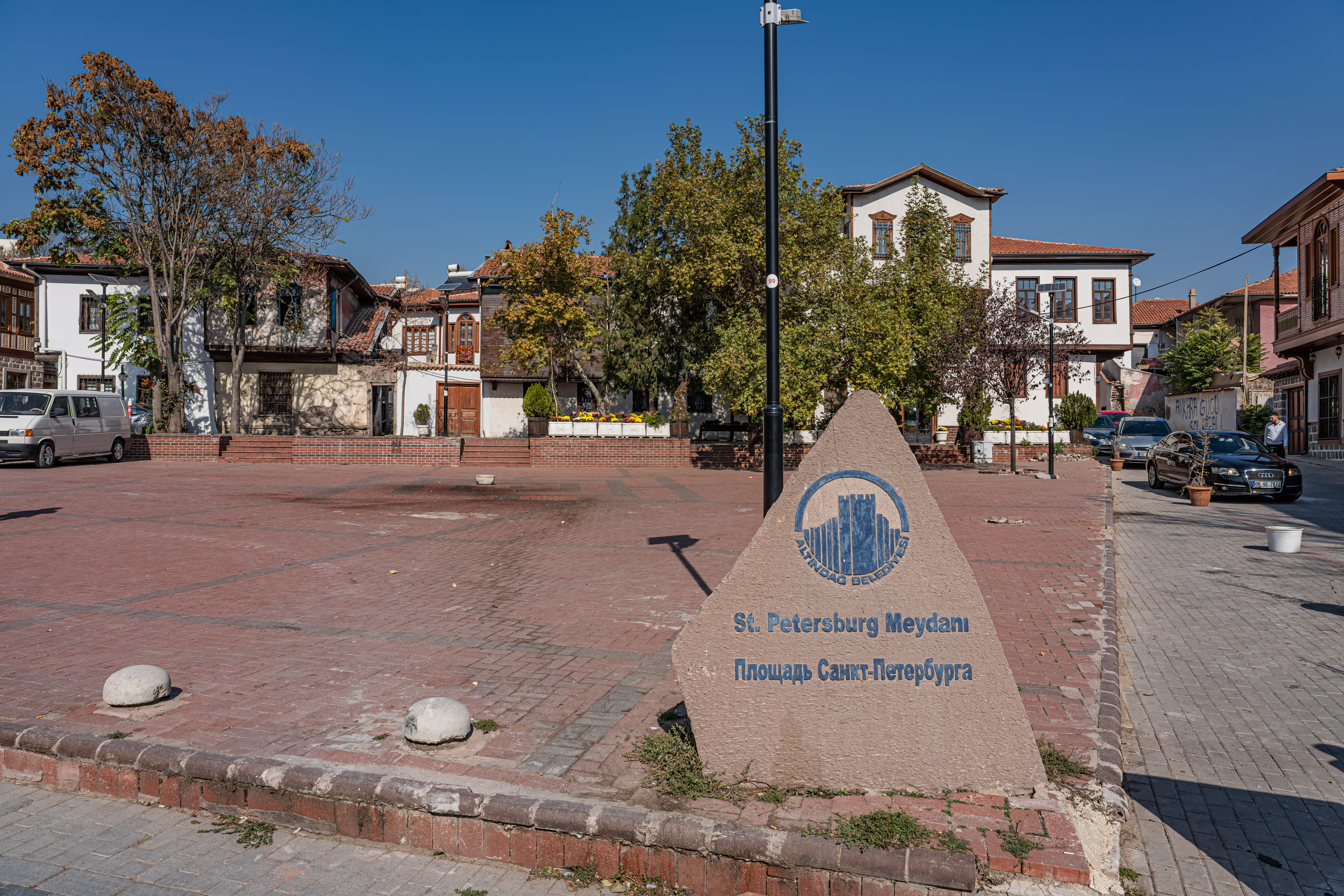
Площадь в Анкаре, в 2014 году названная в честь Санкт-Петербурга

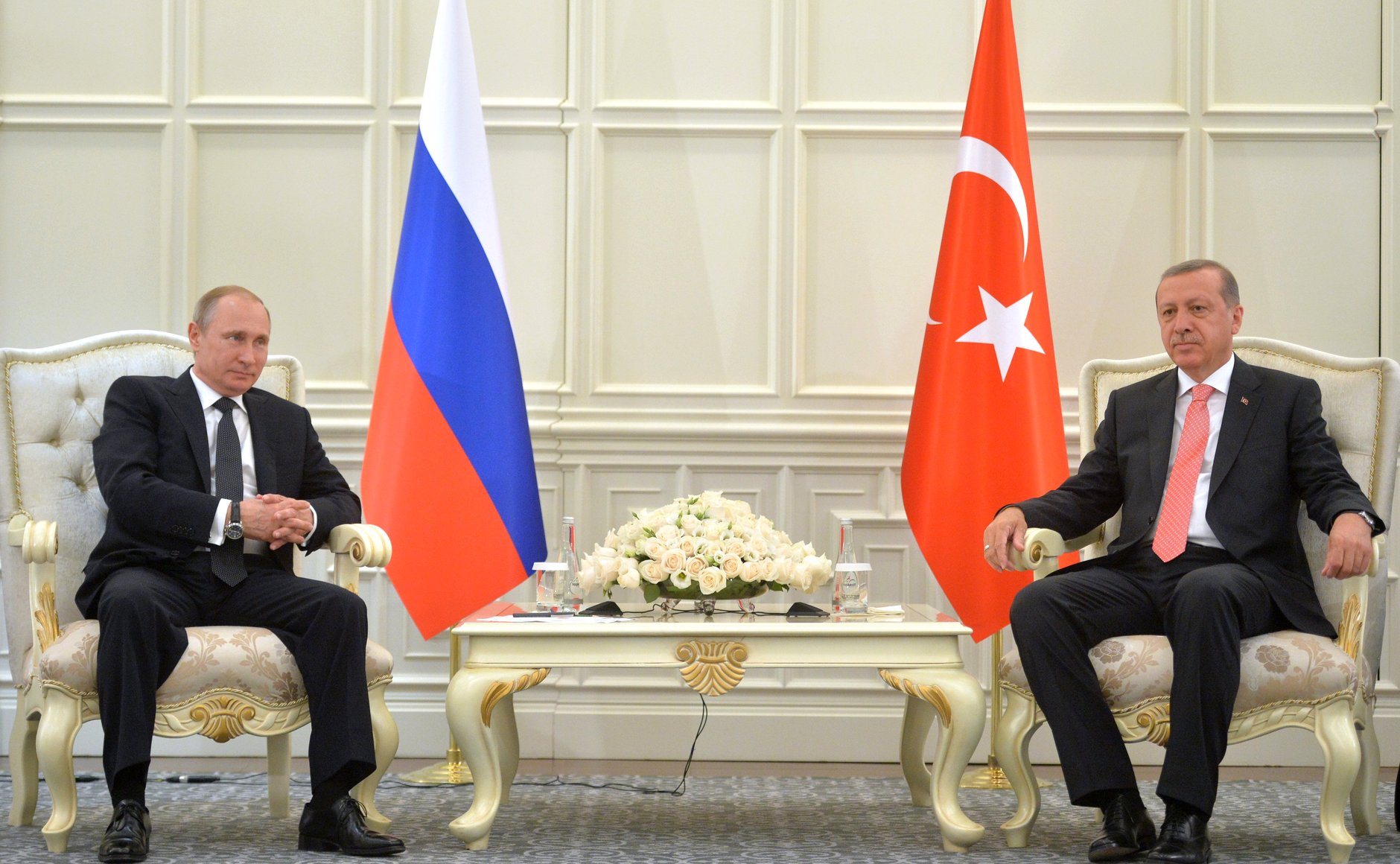
Владимир Путин и Реджеп Тайип Эрдоган, 2015 г.

В 1990-е годы отношения между странами начали улучшаться, особенно после 2003 года, когда Реджеп Тайип Эрдоган стал Премьер-министром Турции. В 2000-е годы Турция стала главным направлением российского международного туризма.
- 12 мая 2010 года, во время официального визита в Анкару президента РФ Дмитрия Медведева, было подписано соглашение об отмене визового режима между Россией и Турцией[12], которое вступило в силу 16 апреля 2011 года[13], но после инцидента с уничтожением российского Су-24 в Сирии российская сторона отменила соглашение и с января 2016 года гражданам Турции снова необходима виза для въезда в Россию. С турецкой стороны аналогичных действий не последовало.

В марте 2015 заместитель министра экономики Турции Аднан Йылдырым говорил, что на повестке дня стоит вопрос о зоне свободной торговли между Россией и Турцией. В октябре министр экономического развития России А. Улюкаев заявил, что Россия и Турция готовят соглашение о зоне свободной торговли в сфере услуг и инвестиций.
Конфликт в Сирии
24 ноября 2015 года турецкий истребитель F-16 сбил российский бомбардировщик Су-24, за нарушение государственной границы последним.
После этого в Министерстве обороны России заявили, что все военные контакты с Турцией будут прекращены. Дальнейшие боевые вылеты бомбардировщиков будут производиться под прикрытием (сопровождением) российских истребителей. На российской авиабазе «Хмеймим» в Латакии была развёрнута переброшенная военно-транспортной авиацией зенитно-ракетная система С-400. Министерство иностранных дел России заявило, что не рекомендует россиянам посещать Турцию, объяснив это «нарастанием террористических угроз с территории Турции», в связи с чем по рекомендации Ростуризма туроператорами продажа путёвок в Турцию была приостановлена. 27 ноября глава МИД РФ Сергей Лавров сообщил о приостановлении безвизового режима с Турцией с 1 января следующего года. Министерство обороны России обвинило Турцию в покупке контрабандной нефти у боевиков ИГИЛ.
Председатель Правительства России Д. Медведев заявил о том, что в течение двух дней Правительство подготовит бессрочный экономический ответ на акт агрессии Турции. «Это и приостановление реализации программ экономического сотрудничества, и ограничения по финансовым операциям, и ограничения по внешнеторговым сделкам, и изменения по таможенным пошлинам — ввозным и вывозным, меры воздействия на туристическую сферу, на перевозки, включая транзит, перемещение воздушных и водных судов, и на гуманитарные контакты. Наконец, на использование рабочей силы» — заявил Медведев.
28 ноября Президент Российской Федерации В. Путин подписал «Указ о мерах по обеспечению национальной безопасности России и защите граждан России от преступных и иных противоправных действий и о применении специальных экономических мер в отношении Турции». Согласно данному указу, на территории России временно вводится запрет или ограничение внешнеэкономических операций, предусматривающих ввоз на территорию страны отдельных видов турецких товаров. Их перечень должно определить правительство РФ. Исключение делается для товаров, ввозимых для личного пользования в объеме, разрешенном правом Евразийского экономического союза. Также вводится запрет или ограничение для организаций, находящихся под юрисдикцией Турции, на выполнение ими отдельных видов работ или оказание услуг на территории России. Перечень также будет определён правительством. Вводится запрет для работодателей на привлечение с 1 января 2016 года работников из числа граждан Турции.
Отменён с 1 января 2016 года безвизовый режим и чартерные рейсы между Россией и Турцией. Туроператоры прекратили продажу туристических туров для граждан России в Турцию.
27 июня 2016 года, за месяц до неудачной попытки военного переворота в стране, президент Турции Р. Эрдоган направил письмо, в котором турецкий лидер выразил свою заинтересованность в урегулировании ситуации, связанной с гибелью российского военного самолёта. Далее, после телефонного звонка между В. Путиным и Р. Эрдоганом, в России возобновили продажу туров в Турцию. 19 декабря 2016 года в Анкаре был убит посол России в Турции Андрей Карлов. Руководство Турции обвинило в организации убийства Фетхуллаха Гюлена.
С конца 2016 года Россия и Турция взаимодействуют во время проведения военной операции в Сирии. Создана российско-турецкая комиссия, которая осуществляет мониторинг режима прекращения боевых действий, подписан меморандум об обеспечении безопасности полётов военной авиации обеих стран. 18 января 2017 года ВКС России, впервые в истории, начали наносить удары по террористическим группировкам в Сирии совместно с ВВС Турции, после Турция начала покупать российское оружие.

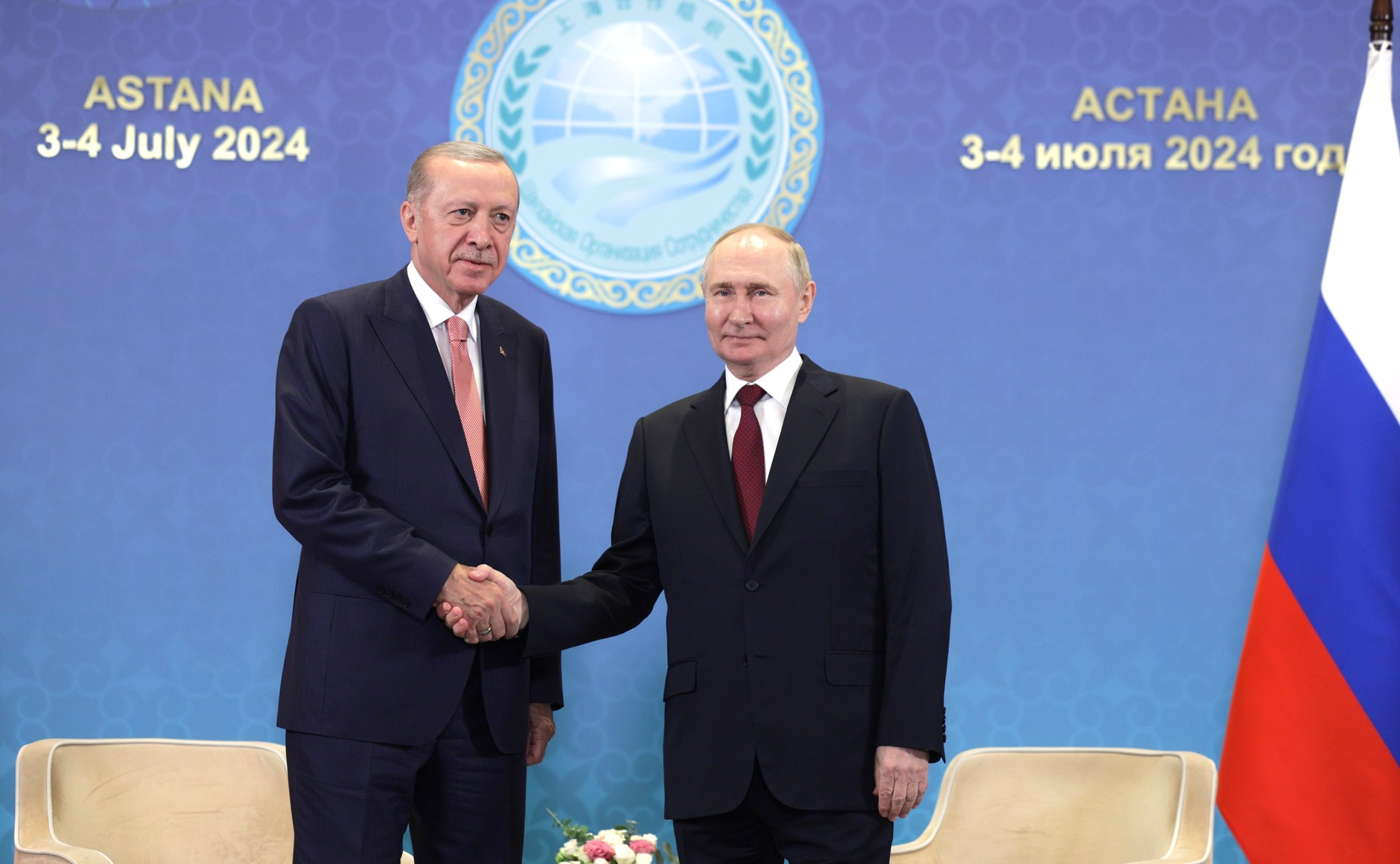
Президент Турции Эрдоган и президент России Путин на встрече в Астане, 2024 г.

В октябре 2019 года Россия и Турция подписали соглашение о создании буферной зоны на севере Сирии и совместном патрулировании сирийско-турецкой границы.
В начале 2020 года между Россией и Турцией вновь произошло резкое обострение в связи с боевыми действиями на северо-западе Сирии. 27 февраля 2020 года в результате авиаудара, нанесённого предположительно ВКС России погибло свыше 30 турецких военных. 5 марта 2020 года в Москве стороны подписали соглашение об урегулирование ситуации в провинции Идлиб.
В 2023 году между Россией и Турцией произошло очередное обострение в связи с возвращением командиров Азова домой.
11 сентября 2024 года информагентство Anadolu сообщило, что Реджеп Тайип Эрдоган в своем видеообращении к участникам саммита «Крымской платформы» выразил надежду на мирное урегулирование конфликта на Украине в рамках ее территориальной целостности. Турецкий президент добавил, что не признает Крым российским, и назвал возвращение Крыма Украине требованием международного права. Россия не оставляет попытки разъяснить свою точку зрения относительно принадлежности Крыма. Об этом заявил пресс-секретарь Кремля Дмитрий Песков, комментируя заявление президента Турции Тайипа Эрдогана, который сказал, что Крым должен вернуться в состав Украины.

## Экономическое сотрудничество

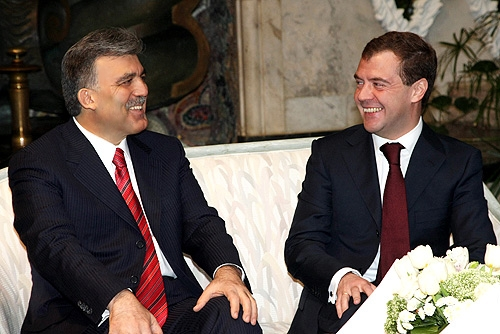
Дмитрий Медведев и Абдулла Гюль, 13 февраля 2009 г.

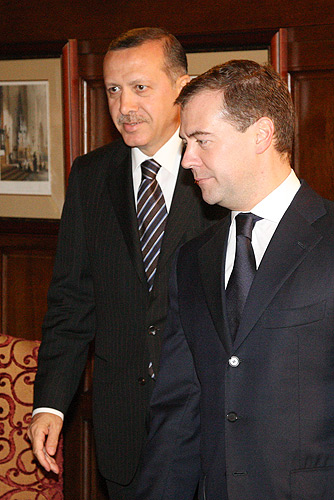
Дмитрий Медведев и Реджеп Тайип Эрдоган в замке Майендорф, 13 августа 2008 г.

Межправительственным органом, занимающимся вопросами российско-турецкого торгово-экономического сотрудничества, является Смешанная комиссия. Российскую часть комиссии возглавляет с 22 июня 2009 г. заместитель председателя Правительства Российской Федерации И. Сечин, турецкую — министр внешней торговли и таможни Тюзмен. С 2010 года проходит Российско-турецкий форум общественности, на котором рассматриваются вопросы сотрудничества в культурно-гуманитарной, научно-образовательной, информационной и деловой сферах.
Со времени распада СССР Турция проявляет интерес к прямому сотрудничеству с субъектами (регионами) Российской Федерации. В конце 1980-х годов были созданы и действуют Российско-турецкий деловой совет и Турецко-российский деловой совет в рамках Комитета по внешнеэкономическим связям Турции (ДЕИК). В работе последних участвуют свыше 40 регионов России, более 150 турецких компаний и фирм. В частности, по итогам 2004 года товарооборот Татарстана с Турцией составил около 3 млрд долларов, Саратовской и Ростовской областей — по 250 млн долларов. В Татарстане было открыто первое консульство Турецкой Республики среди регионов РФ.
Несколько крупных российских компаний имеют многомиллиардные проекты в Турции, в том числе Газпром, ЛУКОЙЛ, Росатом, ГАЗ, Магнитогорский металлургический комбинат.
Российский «Росатом» с 2018 года ведёт в Турции строительство первой турецкой атомной станции «Аккую» в провинции Мерсин. Проект предусматривает сооружение четырёх энергоблоков мощностью по 1,2 гигаватт по российскому проекту. В апреле 2023 года состоялась церемония доставки ядерного топлива на «Аккую», на которой в режиме видеоконференции присутствовали президенты РФ и Турции (Владимир Путин и Реджеп Эрдоган). Факт получения ядерного топлива позволил Турции официально войти в список стран, использующих атомную энергию. Владимир Путин заявил на церемонии, что страны намерены и дальше продолжать укреплять сотрудничество в экономике и торговле, отметил достигнутые договоренности с Эрдоганом о поощрении взаимных инвестиций, помощи с выходом на рынки двух государств, а также об увеличении объема авиаперевозок.
20 октября 2022 года агентство Bloomberg сообщило о планах постройки второй атомной электростанции. «Росатом» заявил, что ведутся переговоры о строительстве новой четырехреакторной электростанции в Синопе на побережье Черного моря.

### Торговля

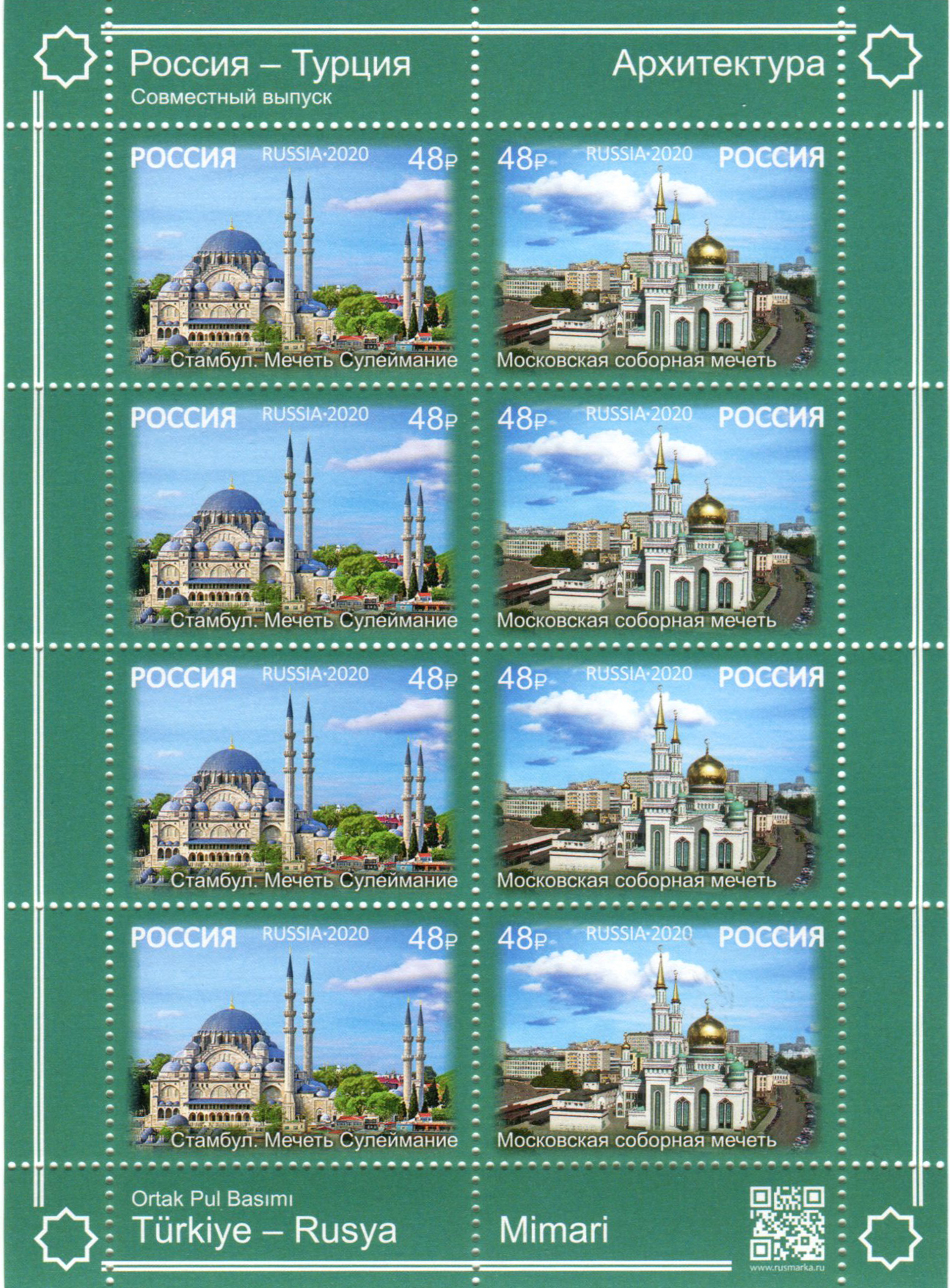
Лист «К 100-летию установления дипломатических отношений между Российской Федерацией и Турцией. Архитектура».

В 2001—2011 гг. ежегодный турецкий экспорт в Россию увеличился с 924 млн долларов до 5,993 млрд долларов. За это время ежегодная стоимость российского экспорта в Турцию увеличилась с 3,436 млрд до 23,953 млрд долл.
По итогам 2010 года Россия стала вторым по значению внешнеторговым партнёром Турции. По данным за 2015 год, Турция занимает пятое место во внешней торговле с РФ. Товарооборот России и Турции в 2014 году составил 31 млрд долл.
Доля энергоносителей в российском экспорте в Турцию составляет порядка 70 %; в 2014 году Россия поставила в эту страну 27,3 млрд м³, или около 60 % от её потребностей.
Турция, в свою очередь, поставляет в Россию продукцию растительного происхождения, текстиль и различное оборудование. Также Турция как крупнейший поставщик автомобильных компонентов в мире снабжает ими заводы АвтоВАЗ и КАМАЗ.
В 2022—2023 гг., на фоне вторжения Росии в Украину, наблюдался рост товарооборота между Россией и небрежно соблюдавшей санкции Турцией. В частности, в августе 2022 года агентство Bloomberg, со ссылкой на данные государственной службы статистики Турции, сообщало о «масштабном скачке» турецкого экспорта в Россию: за первое полугодие он вышел на самый высокий уровень с 2014 года и достиг 2.91 млрд долл. Министр транспорта Турции Адиль Караисмаилоглу отметил рост торговли автомобилями с Россией на 58% за первые четыре месяца 2022 года. К январю 2023 года Россия и Турция нарастили объем поставок российского дизельного топлива: в декабре 2022 года поставки выросли до 750 тыс тонн, и их общий объем в 2022 году достиг 5,05 млн тонн в сравнении с 3,99 млн тонн в 2021 году. К 2024 году санкции заработали в полную силу и российско-турецкий товарооборот вернулся к довоенным значениям.

### В газовой области
На основе межправительственного соглашения, заключённого сроком на 25 лет, Турция, начиная с 1987 года, закупает у России природный газ. В 2004 году, с учётом балканского и трансчерноморского маршрутов, в Турцию поставлено порядка 14,5 млрд м³, в том числе по «Голубому потоку» (введён в эксплуатацию в 2003 году) — 3,3 млрд м³. К 2022 году поставки газа по Голубому потоку достигли 16 млрд м3 в год. 
8 января 2020 года введён в эксплуатацию газопровод «Турецкий поток».
13 сентября 2022 года президент России Владимир Путин на встрече с президентом Турции Реджепом Эрдоганом выступил с предложением строительства еще одной газопроводной системы и создания газового хаба в Турции для поставок природного топлива в другие страны (в том числе и в европейские).
19 октября 2022 года президент Турции Реджеп Эрдоган заявил, что договорился с Владимиром Путиным о строительстве на территории страны международного газового хаба, через который топливо будет поступать в государства ЕС.   
За период с января по май 2023 года объём поставок газа из России в Турцию составил 27,72 % от всего импортируемого Турцией газа. Россия является первой страной по объёмам поставок газа в Турцию.  

## Образ России в учебниках Турции
В учебниках истории Турции доминирует британский подход к восприятию России и отношений с ней. В них лишь немного внимания уделяется положительным аспектам взаимодействия, акцент сделан на экспансионистской политике российского государства на протяжении истории. Турецкими авторами подчеркивается, что в ходе присоединения к российскому государству Средней Азии допускались «бесчинства», сопровождавшиеся «геноцидом» и «насильственной русификацией» народов Туркестана. Эпоха басмачества называется не иначе как «священная война мусульман против русских», что призвано сконцентрировать внимание на борьбе «тюркских повстанцев» против советских захватчиков. Российско-османские отношения рассматриваются авторами как череда войн, в ходе которых Россия стабильно допускала жестокое обращение с пленными, а также с турецким населением на захваченных землях. Редкие моменты сотрудничества между двумя государствами демонтрируются как незначительные и недолговечные. Конфликтность взаимодействия стран выдвигается на передний план, что создает в умах турецких учащихся образ России как агрессора, многие века действующего против Турции.
В 1991 г. под руководством Джохара Дудаева была образована так называемая Чеченская Республика Ичкерия. Авторы турецкого учебника отмечают, что, несмотря на царивший в республике мир, в 1994 г. Россия напала на Чечню, однако, не достигнув успеха в 1997 г., подписала Хасавюртские соглашения, предоставив Ичкерии частичную независимость. Тем не менее в 1999 г. Россия нарушила мир и окончательно аннексировала мятежный регион.